# Głowaczka
Głowaczka (406 m) – wzniesienie na Pogórzu Rożnowskim, pomiędzy miejscowościami Piaski-Drużków i Filipowice. Nazwę podaje mapa Compassu, wysokość mapa Geoportalu.
Głowaczka znajduje się w zakończeniu północnego grzbietu Suchej Góry (436 m). Jej północne stoki dość stromo opadają do Dunajca, zachodnie bardziej łagodnie do dolinki niewielkiego i bezimiennego potoku, wschodnie stromo do doliny Rudzianki; od południowego wschodu wcina się w nie jar jednego z jej dopływów. Obecnie Głowaczka jest niemal całkowicie porośnięta lasem, tylko w dolnej części stoków zachodnich znajdują się poprzedzielane lasem pola i zabudowania miejscowości Piaski-Drużków. Dawniej była jednak bardziej bezleśna, na zdjęciach lotniczych mapy Geoportalu widoczne są zarastające polany.
Przez szczyt Głowaczki prowadzi droga leśna i szlak turystyczny. 
Szlak turystyczny
 Piaski-Drużków (prom) – Głowaczka – Ruda Kameralna – Mogiła – Styr Południowy – Olszowa – Sucha Góra Zachodnia – Sucha Góra – Polichty

## Przypisy

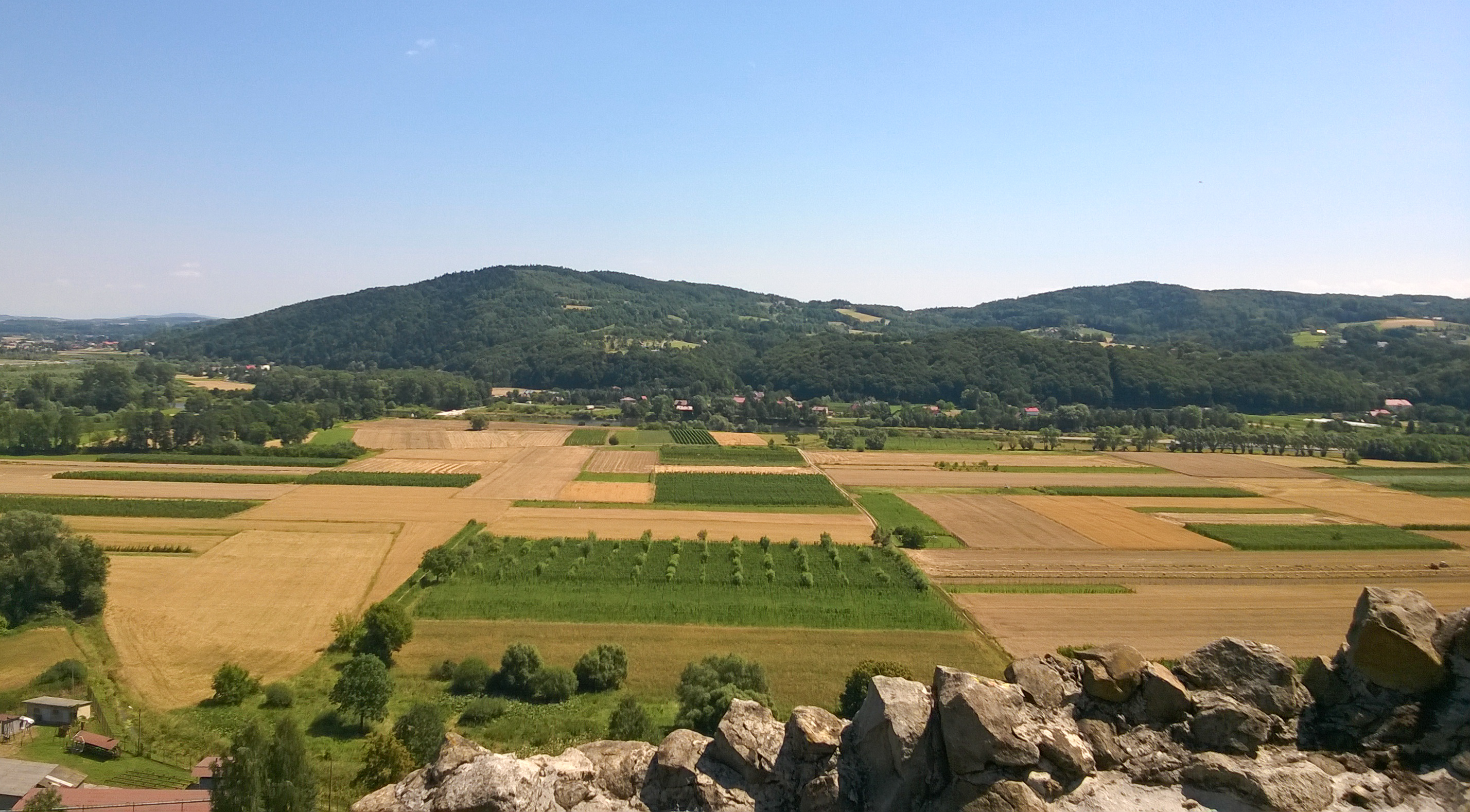
Widok z baszty w Czchowie na Głowaczkę (po lewej stronie) i Suchą Górę (po prawej stronie)